# Kijabe paradoxa
Kijabe paradoxa là một loài nhện trong họ Oonopidae.
Loài này thuộc chi Kijabe. Kijabe paradoxa được Lucien Berland miêu tả năm 1914.